# 에어원
에어원 스마트 캐리어(영어: Air One Smart Carrier)는 이탈리아의 저가 항공사로 본사는 이탈리아 피우미치노에 위치해 있으며 1983년에 설립했다. 또한 사용하고 있는 허브 공항으로 피사 공항과 밀라노 말펜사 공항이 있으며 계열사는 알리탈리아 항공이 있다.

## 역사
1983년에 이탈리아 아드리아의 페스카라 항공 학교이자 에어택시 항공사인 알리 아드리아 티카(영어: Aliadriatica)로 설립해 지역 항공사로 뛰기 시작했다. 1988년 이탈리아 건설 기업인 토토 기업 그룹이 인수해 자회사로 편입된다. 1995년 4월에 현재의 사명으로 변경과 동시에 로마 ~ 밀라노 사이에 국내선 노선이 처음으로 취항하게 된다.
2000년에 루프트한자 그룹과 제휴 하면서 스타 얼라이언스의 산하 지역 항공사로 운항하게 되었다. 2006년 6월 단거리 노선을 운항하는 자회사 에아원 시티 라이너(현 알리탈리아 시티라이너)를 설립하고 에아원 브랜드로 장거리 노선의 운항에 나섰다.
2007년 에어프랑스-KLM과 알리탈리아 항공 인수에 후보로 오르자 알리탈리아 항공은 인수협상 상대로 에어프랑스-KLM를 선택했다.
2008년 6월 최초로 국제선 취항을 하게 되면서 유럽을 비롯한 대서양 노선에 확대하기 시작했다.
2009년 1월 13일 도산된 알리탈리아 항공과 경영 통합을 위해 자회사로 편입하게 되었다.
경영 통합에 따라 루프트한자와 업무 제휴도 2009년 3월 28일까지 했으며 기존에 가입했던 루프트한자의 마일리지 프로그램 Miles&More에 탈퇴했다.

## 보유 기종
- 2012년 5월 기준으로 에어원 스마트 캐리어는 다음과 같은 기종을 보유하고 있으며 평균 기령은 4.1년이다.[4]

## 같이 보기
- 알리탈리아 항공